# Phasmomyrmex

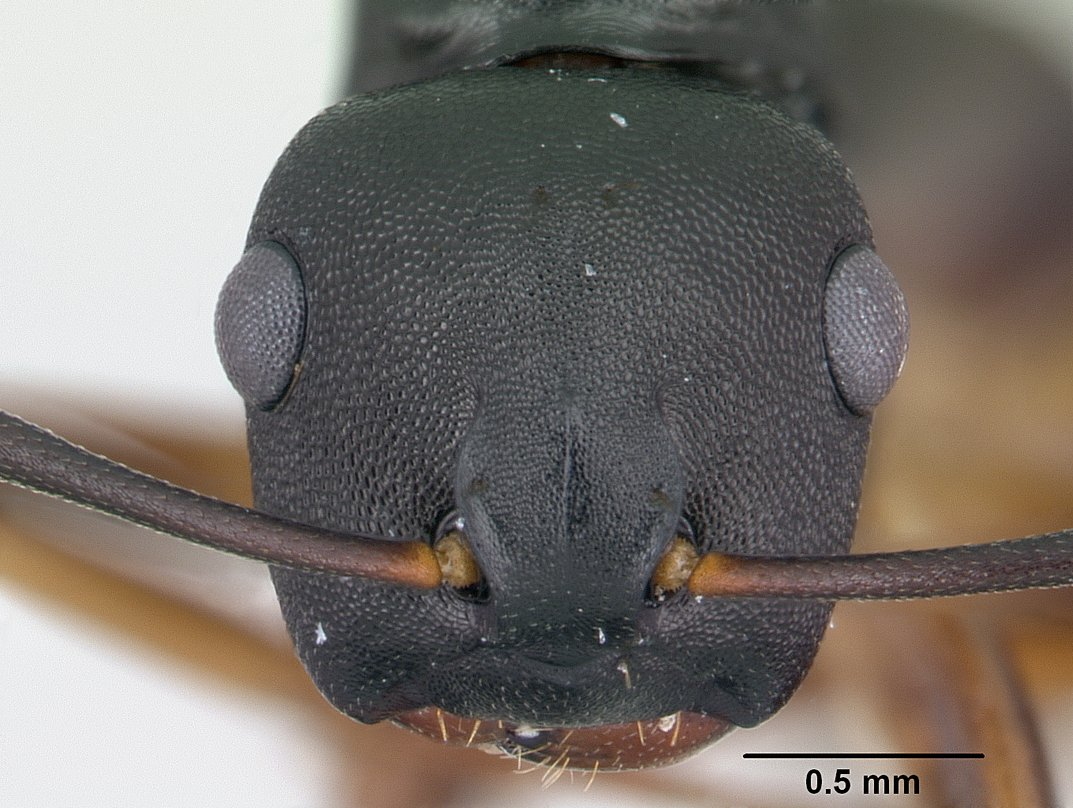
Муравей Phasmomyrmex wolfi

Phasmomyrmex (лат.) — подрод муравьёв подсемейства формицины (Formicinae, Camponotini) в составе рода Camponotus. Афротропика. Ранее рассматривался в качестве отдельного рода.

## Описание
Среднего размера мономорфные муравьи чёрного цвета, тело гладкое. Заднегрудка округлая без проподеальных шипиков. Усики длинные, у самок и рабочих 12-члениковые (у самцов усики состоят из 13 сегментов). Жвалы рабочих с 5 зубцами. Нижнечелюстные щупики 6-члениковые, нижнегубные щупики состоят из 4 сегментов. Голени средних и задних ног с одной апикальной шпорой. Стебелёк между грудкой и брюшком состоит из одного сегмента (петиоль)
.

## Систематика
По результатам молекулярно-генетических исследований (на основе работы Ward et al 2016) включён в состав рода Camponotus в качестве подрода.
- Phasmomyrmex aberrans (Mayr, 1895)
- Phasmomyrmex buchneri (Forel, 1886)
  - Phasmomyrmex buchneri griseus
- Phasmomyrmex paradoxus (André, 1892)
  - = Camponotus polyrhachioides Emery, 1898
- Phasmomyrmex paradoxus cupreus
- Phasmomyrmex wolfi  (Emery, 1920)